# LSQ2012fuk
 (août 2023).
LSQ12fuk est une supernova, observée pour la première fois le 31 octobre 2012 par une équipe universitaire avec le télescope de 2,2 mètres de l'université d'Hawaï, située à ∼ 2,7 milliards d'a.l. (∼ 828 Mpc) dans la direction de la constellation du Lièvre. Sa distance a été mesurée par spectroscopie à l'aide du télescope qui a servi à sa découverte, et conclut à un décalage vers le rouge de 0,2 ainsi qu'un type Ia.
Son progéniteur est identifié à une naine blanche dont la masse a dépassé le stade de masse critique (au delà de 1,4 masse solaire). Lorsque la masse critique est dépassée, les réactions de fusion nucléaire se déclenchent au centre de la naine blanche et s'emballent au point de conduire à une supernova, que l'on dit thermonucléaire.
Elle fut l'une des premières supernovæ à être observées par le La Silla QUEST Variability Survey (abrégé en LSQ) et contribua à l’étalonnage des instruments photométriques du ce programme.

## Caractéristiques
La galaxie hôte de cette supernova est identifiée à GALEXASC J045815.88-161800.7, une galaxie spirale en forme d’aiguille, de type morphologique Sab. La position de la supernova par rapport à son hôte montre qu'elle s'est produite proche du centre galactique de cette dernière.
Une spectroscopie, autre que celle faite avec le télescope de l'université d'Hawaï, a montré que le spectre de la supernova présente des raies d'absorption subissant un décalage vers le rouge sur son côté droit et un décalage vers le bleu sur son côté gauche, simultanément. Les raies d'absorptions sont reliées à une structure faite d'azote en forme de disque, qui bloque la lumière émanant de la supernova par l'absorption de certaines longueurs d'onde. Le décalage simultané montre que la structure en question tourne, et elle est associée à un disque circumstellaire enrichi en azote. Cependant, une observation de l'instrument X-Shooter, installé sur le Very Large Telescope, a permis d'identifier une raie d'émission du soufre doublement ionisé et d'estimer la vitesse de rotation du disque à (9,89 ± 0,18) × 103 km/s.
De nouvelles mesures sur les caractéristiques de ce disque de débris ont permis d'estimer que les couches externes (restes de la photosphère) de la naine blanche s'étendent à une vitesse de ~6 180 ± 60 km/s-1 et que les matériaux composant le centre de l'étoile s'étendent désormais à une vitesse de ~3 070 ± 70 km/s-1, selon les mesures de la raie de soufre, et à ~5 300 ± 40 km/s-1 pour les couches photosphériques et ~4 680 ± 40 km/s-1 pour les couches internes, selon la mesure d'une raie de calcium.